# Livingstonebergen

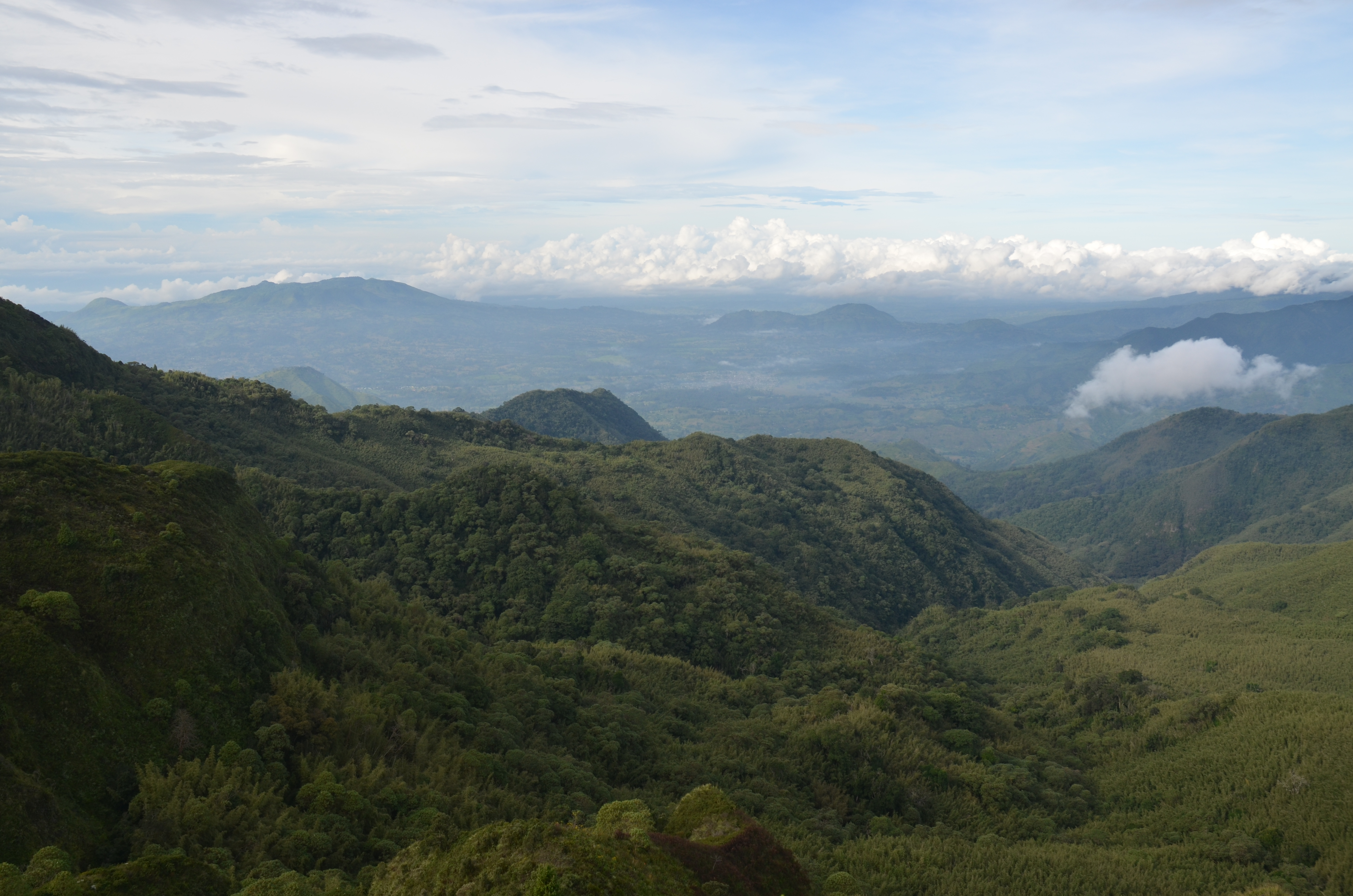
Livingstonebergen

Livingstonebergen är en bergskedja i Tanzania utmed Malawisjöns östra sida. Livingstonebergen stupar brant i sjön och tillhör gravsänkans östra begränsning. Dess högsta höjd är 2.930 meter över havet.